# Let Yourself Go
«Let Yourself Go» —en español: «Déjate llevar»— es una canción interpretada por la banda estadounidense de punk rock Green Day, incluida en su noveno álbum de estudio, ¡Uno!, de 2012. El 5 de septiembre de 2012 se lanzó «Let Yourself Go» como el tercer sencillo de dicho álbum a través de iTunes. Fue escrita por el vocalista y guitarrista principal de la banda, Billie Joe Armstrong y producida Rob Cavallo.

## Antecedentes
La canción fue tocada en vivo por primera vez el 17 de noviembre del 2011, en el Red 7, en Austin, Texas, donde también tocaron varias nuevas canciones, como «Oh Love», «Nuclear Family» y «Stay the Night». En este concierto grabaron un vídeo que sería publicado el 1 de agosto del 2012 en la cuenta oficial de la banda de YouTube.

## Composición
Let Yourself Go es una canción de tres minutos de duración. Posee un género de punk rock, que hace recordar a los viejos temas de la banda, a diferencia de los sencillos previos «Kill the DJ» y «Oh Love».

## Recepción crítica
La canción recibió críticas generalmente positivas de los profesionales y los fanes. Mayormente refiriéndose a la vuelta de la banda a sus orígenes, como en los álbumes 1,039/Smoothed out Slappy Hours o Kerplunk!. Popdust dijo: «Si no fueras un gran fan de la banda y te dijéramos que esta es una canción perdida de Insomniac, tu probablemente nos creerías».

## Presentación en los VMA
Un día después de que el sencillo fuera estrenado, la banda tocó esta canción en los Video Music Awards. Esta presentación fue una de las más comentadas de la noche. La segunda parte del coro fue cantada por Jason White, guitarrista rítmico de la banda, pues Billie Joe Armstrong había estado internado en el hospital unos días antes y había tenido problemas con la voz y con un cuadro de deshidratación.

## Lista de canciones
| Descarga Digital |                   |          |  |
| N.º              | Título            | Duración |  |
| 1.               | «Let Yourself Go» | 2:57     |  |

## Posicionamiento en listas
| País           | Listas                    | Mejor posición |
| 2012           | 2012                      | 2012           |
| -------------- | ------------------------- | -------------- |
| Australia      | Australian Singles Charts | 155            |
| Canadá         | Active Rock               | 44             |
| Canadá         | Alternative Rock          | 28             |
| Países Bajos   | Single Top 100            | 99             |
| Estados Unidos | Alternative Songs         | 20             |
| Estados Unidos | Rock Songs                | 29             |
| Estados Unidos | Airplay Music Chart       | 186            |
| Reino Unido    | UK Singles Chart          | 193            |
| Reino Unido    | UK Rock                   | 2              |

## Créditos
| Green Day - Billie Joe Armstrong – voz principal, guitarra. - Mike Dirnt – bajo, coros. - Tré Cool – batería, percusión. - Jason White – guitarra. | Producción - Chris Bilheimer – arte y diseño. - Rob Cavallo – productor. - Green Day – productor. - Chris Dugan – ingeniero. - Ted Jensen – masterización. - Chris Lord-Alge – mezcla. - Pat Magnarella – administración. |